# Pedro Afonso
Pedro Afonso est une municipalité brésilienne située dans l'État du Tocantins.